# LG Energy Solution
LG Energy Solution – jedna ze spółek konglomeratu LG powstała w 2020 roku.
Spółka została wydzielona z przedsiębiorstwa LG Chem, pozostaje jednak jej własnością. Zaopatruje w baterie liczne koncerny samochodowe takie jak Tesla, grupę Volkswagen czy Ford. Zajmuje się produkcją baterii litowo-jonowych używanych do produkcji samochodów elektrycznych i hybrydowych. Koncern po swoim poprzedniku przejął wspólne przedsięwzięcie z General Motors funkcjonujące pod nazwą Ultium Cells, która ma obecnie dwie fabryki. LG Solutions w 2021 roku zawarła porozumienie z Hyundai Motor Group odnośnie inwestycji w fabrykę w indonezyjskim mieście Karawang. Zakład miałby rozpocząć produkcję w 2024 roku. Również w 2021 roku zawarto porozumienie z grupą Stellantis odnośnie powołania spółki joint venture, której celem będzie produkcja baterii dla zakładów Stelantisa w USA, Kanadzie i Meksyku. Energy Solution przejął także po LG Chem fabrykę w Korei (miasto Ochang), w USA – Michigan, chińskim Nankin oraz w polskich Biskupicach Podgórnych wraz z przejętą jeszcze przez poprzedników dawną fabryką Toshiby. Oddział w amerykańskim Michigan, stał się głównym dostawcą baterii dla Forda, General Motors i dla Chryslera (obecnie Stelantis). Jednak największą spółką wytwarzającą baterie dla LG Energy Solution jest LG Energy Solution and Huayou Cobalt of China, zakład jest spółką joint venture Koreańczyków wraz z ich chińskim partnerem – Huayou Cobal. Jeszcze jako LG Chem konglomerat współpracował z chińczykami przy produkcji baterii w Chinach w latach 2019 tworząc zakład w Quzhou. Drugi zakład powstał w Nankinie. Kolejna wspólna inwestycja ma być przeprowadzona w Gumi (Korea Południowa) w 2025 roku. W 2022 roku powstała kolejna spółka firmy – MOU utworzona wspólnie z australijską firmą wydobywającą grafit Syrah w celu pozyskania naturalnego grafitu. Spółki planują mieć wydobycie 2 tys. ton surowca w 2025 roku. Spowodowane jest to chęcią uniezależnienia się od chińskiego dostawcy. Surowiec jest używany do produkcji baterii litowo-jonowych.

## Działalność w Polsce
LG Energy Solution Wrocław sp. z o.o. została zawiązana w kwietniu 2016 roku pod firmą LG Chem Wrocław Energy. W listopadzie 2020 Spółka zmieniła nazwę na LG Energy Solution Wrocław. W 2021 polski zakład stał się największym producentem baterii do samochodów w Europie i drugim co do wielkości zakładem firmy na świecie. Efektem tej inwestycji są inwestycje spółek zależnych w regionie takie jak np. inwestycja koncernu Dongshin we Wrocławiu. Inwestycja wymagała również inwestycji LG w infrastrukturę gminną taką jak np. przepompownia wody w Bielanach Wrocławskich. Od 2023 roku firma ta produkowała akumulatory dla Forda Mustanga. Na skutek nowej polityki finansowej Stanów Zjednoczonych Ameryki Północnej i wynikłych z niej rozlicznych ulg podatkowych w 2025 przeniesiono produkcję tychże akumulatorów do stanu Michigan w USA. W 2025 roku zdecydowano się na produkcję w podwrocławskich Biskupicach magazynów energii. Koncern planuje zacząć swoją ekspansję na rynek europejski od tego miejsca. Początek tej ekspansji dało podpisanie porozumienie zawarte z PGE na dostawę magazynów energii do elektrowni w Żarnowcu. Aby osiągnąć ten cel LG Solution zaprezentowało swoje produkty i rozwiązania w Monachium na targach Intersolar, które odbyły się od 7 do 9 maja 2025, są to magazyny energii dla sieci energetycznych oparte na ogniwach LFP, magazyny domowe oparte na konstrukcji modułowej i magazyny dla infrastruktury IT typu UPS. Przedstawiono także eksperymentalną wersję Battery Passport będącego cyfrowym paszportem baterii, który jest odpowiedzią na Unijne wymogi, które będą obowiązywać w 2027 roku.
Koreańczycy w Biskupicach nie powiedzieli jeszcze ostatniego słowa odnośnie tzw. baterii elektrycznych dla samochodów. Na skutek porozumień zawartych z Fordem w roku 2026 w Biskupicach ma ruszyć produkcja baterii elektrycznych do modeli typu Van na rynek Europejski. Produkcja ma trwać od 4 - 6 lat.